# Polycycnis pfisteri
Polycycnis pfisteri là một loài thực vật có hoa trong họ Lan. Loài này được Senghas, Tagges & G.Gerlach miêu tả khoa học đầu tiên năm 1999.